# Athyrium clivicola
Athyrium clivicola är en majbräkenväxtart som beskrevs av Tag. Athyrium clivicola ingår i släktet Athyrium och familjen Athyriaceae. Utöver nominatformen finns också underarten A. c. rotundum.